# Mercedes Gallego
Mercedes Gallego (1970) es una periodista española y autora especializada en política internacional y la cobertura de conflictos, guerras y desastres naturales. Ha trabajado como corresponsal extranjera para varios periódicos españoles desde 1994. En el 2003, fue la única mujer española que participó en el programa de periodistas empotrados que acompañaron las tropas de Estados Unidos durante la invasión de Irak. Su experiencia como mujer periodista en Irak quedó plasmada en su libro Más allá de la batalla: Una corresponsal de guerra en Irak. En él la autora denuncia los abusos sexuales de los que fue testigo en el seno de las fuerzas armadas estadounidenses. Gallego también fue coautora del documental titulado Rape in the Ranks: the Enemy Within junto a la reportera belga Pascal Bourgaux (2009). Actualmente es corresponsal del Grupo Vocento en Estados Unidos y participa frecuentemente en el programa “Pura Política” del Canal NY1 Noticias como comentarista político. 

## Biografía
Mercedes Gallego nació el 4 de julio de 1970 en Sabadell (Barcelona) y creció en Jerez de la Frontera (Cádiz), España. En 1994 se licenció en Ciencias de la información por la rama de Periodismo en la Universidad Complutense de Madrid.

### Carrera periodística
Gallego empezó su carrera en Madrid como reportera para revistas de música y estaciones de radio comunitarias. En 1991 trabajó en Estados Unidos por primera vez, como reportera para el diario hispano Tiempo Latino de San Francisco (California).
Tras completar su licenciatura en periodismo en la Universidad Complutense de Madrid, se trasladó a México, donde trabajó para varios periódicos y canales televisivos tanto mexicanos como españoles, incluyendo Canal22, Telecinco, Reforma, El País y El Correo. Gallego llegó a México en 1994, un año convulso que empezó con el levantamiento zapatista, continuó con una serie de asesinatos políticos que estremecieron al país y terminó con la devaluación del peso que disparó la llamada crisis del Efecto Tequila. Además de estos y muchos otros sucesos de relevancia internacional, entre 1994 y 1999 cubrió la guerrilla guatemalteca, la transición política en Nicaragua, la devastación causada por el huracán Mitch en Honduras y el funeral del Che Guevara en Cuba.
Durante los bombardeos de Kosovo de 1999, Gallego fue transferida a Nueva York como corresponsal jefe del Grupo Vocento en Estados Unidos. Allí fue testigo de los ataques del 11 de septiembre de 2001, la invasión de Irak en el 2003, el huracán Katrina en el 2005, el terremoto de Haití en el 2010 y el huracán Sandy en el 2012, entre otros acontecimientos.
Gallego cubrió la invasión de Irak en 2003 como periodista empotrada. Fue una de los cinco periodistas internacionales asignados a la 1.ª División de Marines. Los otros cuatro representaban a The New York Times, Los Angeles Times y NPR. Uno de los frutos de esta experiencia es su libro Más allá de la batalla: Una corresponsal de guerra en Irak. Es una narrativa cruda que expone los abusos sexuales dentro del Ejército estadounidense. Fue publicado cuatro meses antes de que el Congreso de Estados Unidos requiriera al Pentágono investigar el asunto oficialmente. El libro está dedicado a su colega y gran amigo Julio Anguita Parrado, quien murió mientras cubría la invasión de Irak en 2003. La experiencia de Gallego también fue reflejada en el libro Embedded de Bill Katovsky y Timothy Carlson (2004). Desde entonces, Gallego trabaja incansablemente para denunciar las violaciones a los derechos humanos ante la opinión pública. Por estos trabajos ha recibido premios de Radio Intereconomía, El País y la Asociación Mensajeros de la Paz, además de una mención especial en los premios de periodismo de la Fundación Miguel Gil Moreno. En 2009, fue coautora del documental titulado Rape in the Ranks: The Enemy Within para France2 Télévision junto a la reportera belga Pascal Bourgaux. El documental de 30 minutos recibió el Remi de Bronce en el Annual World Fest-Houston International Film Festival del 2009 y la distinción de Mejor Documental de Investigación en el New York International Independent Film and Video Festival del 2010.
Gallego ha ofrecido numerosas conferencias en universidades tanto españolas como estadounidenses y participa a menudo como comentarista política en mesas redondas y programas de televisión internacionales. También ha compartido el escenario neoyorquino del Public Theater con el actor Tim Robbins para discutir su obra teatral Embedded. Gallego ha sido entrevistada para NBC Telemundo, Telemadrid, Telecinco, Antena 3, CNN+, ABC, El Periódico de Catalunya y El Nuevo Herald, entre otros medios, y su trabajo ha sido citado y reseñado por muchos otros autores y periodistas. Actualmente trabaja en Nueva York como corresponsal de los 13 periódicos del Grupo Vocento, que llegan a más de 5 millones de lectores en España. También participa frecuentemente como comentarista político en el programa “Pura Política” del canal NY1 Noticias.

## Obra
Además de escribir diariamente en periódicos y blogs, Mercedes Gallego es autora de un libro y un documental sobre los abusos sexuales en el Ejército estadounidense:
- Gallego, Mercedes. Más allá de la batalla: Una corresponsal de guerra en Irak. Madrid: Temas De Hoy, 2003.

- Rape in the Ranks: The Enemy Within. Dirigido por Pascal Bourgaux; Guion de Pascal Bourgaux y Mercedes Gallego. France2, 2009.

También ha colaborado con otros autores en trabajos sobre la Guerra de Irak:
- Albertini, Stefano, Carlos Fresneda, y Ana Alonso. Julio Anguita Parrado: Batalla sin medalla. Madrid, España: Foca, 2004.

- Katovsky, Bill y Timothy Carlson. Embedded: The Media at War in Iraq. Guilford, CT: Lyons, 2003.

- Ericson, Patrick y Juan Ramón Galvez. Anochece en Irak. Madrid, España: Guadalturia, 2010.

## Premios
Mercedes Gallego ha recibido varios premios prestigiosos por su labor periodística. En 2003, fue galardonada por Radio Intereconomía como Mejor Periodista del Año. En el mismo año, El País le otorgó el Premio Ortega y Gasset especial que compartió con otros destacados corresponsales de guerra. En 2004, recibió la Pluma de la Paz, otorgada por la Asociación Mensajeros de la Paz. También obtuvo una Mención del Jurado en los Premios de Periodismo de la Fundación Miguel Gil Moreno en el 2007. Por su parte, el documental Rape in the Ranks: The Enemy Within recibió el Remi de Bronce en el Annual World Fest-Houston International Independent Film Festival del 2009 y la distinción de Mejor Documental de Investigación en el New York International Film and Video Festival del 2010.